# Военно-полевой госпиталь
«Вое́нно-полево́й го́спиталь» (аббрев. англ. MASH; от Mobile Army Surgical Hospital — «передвижной армейский хирургический госпиталь», далее по тексту русификация «МЭШ») — американская чёрная комедия, снятая Робертом Олтменом. Поставлена по роману Ричарда Хукера.
Признан многими[кем?] критиками как один из самых ярких антивоенных и антиавторитарных фильмов в современной истории Голливуда. Фильм повествует о жизни полевого госпиталя в условиях Корейской войны, разбит на эпизоды главным образом о шутках и розыгрышах персонала госпиталя, а также их повседневной службе, связанной со спасением жизни раненых. Неподчинение приказам, вольное обращение с наркотиками, патриотизмом, верой в Бога; смешение жанров комедии и драмы — всё это привлекло большое внимание к фильму.
Картина удостоена ряда наград, в том числе «Золотой пальмовой ветви» Каннского кинофестиваля 1970 года и премии «Оскар». Лента послужила основой для франшизы МЭШ и прежде всего одноимённого телесериала, получившего широкую известность.

## Сюжет
Действие фильма происходит в американском полевом военном госпитале № 4077, расквартированном в палаточном городке недалеко от линии фронта Корейской войны. Сюда получают назначение новые хирурги капитан Пирс по прозвищу «Ястребиный глаз» и капитан Форрест «Дюк». Они сразу же демонстрируют пренебрежение уставам и армейскому распорядку. Появляются в госпитале на угнанном джипе и немедленно начинают флиртовать с медсёстрами. У новичков возникают разногласия с их соседом по палатке Фрэнком Бёрнсом, хирургом, изображающим из себя глубоко верующего человека. Обвинив Бёрнса в непрофессионализме и двуличии, его изгоняют из палатки.
В госпитале появляется новый хирург Джон Макинтайр «Ловец» и начальник службы вспомогательного медперсонала майор Маргарет Халиган. Недовольная постоянными нарушениями армейского распорядка, она собирается писать рапорт начальству и сближается с Бёрнсом, которому тоже давно надоел беспорядок в подразделении. Совместное написание рапорта продолжилось в постели. Весёлая компания «Ястребиного глаза» и «Ловца» сумела подкараулить этот пикантный момент и через систему громкой связи выдала на весь госпиталь звуковое сопровождение сексуальной близости. После этого Маргарет получила прозвище «Горячие губки».
Капитан Валдовски во время исповеди сообщает капеллану госпиталя Джону Мулкахи о своих проблемах интимного характера. Валдовски подозревает, что он, на самом деле, — латентный гомосексуалист. Он расстроен и даже готов покончить жизнь самоубийством. Об этом становится известно «Ястребиному глазу». Он придумывает остроумный способ, как вылечить коллегу.
Очередной розыгрыш связан с «Горячими губками». «Ястребиный Глаз» и «Ловец» поспорили на 20 долларов натуральная ли она блондинка. Проявив выдумку, спорный момент с успехом проверили непосредственным наблюдением, когда медсестра принимала душ.
Последующие события связаны с поездкой в Японию. «Ловец» и «Ястребиный глаз» приглашены сделать операцию получившему ранение сыну конгрессмена. Друзья соглашаются, собираясь заодно неплохо поиграть в гольф на местных полях. В ходе командировки в Японию помимо основной задачи они заодно спасают японского ребёнка, сделав ему операцию в военном госпитале.
Заключительный эпизод связан с «товарищеской» футбольной игрой. Команде госпиталя 4077 бросила вызов команда соседнего подразделения, на кону стоит около 5 тысяч долларов. Компания врачей госпиталя разрабатывает план. Прежде всего они приглашают в свои ряды бывшего профессионального футболиста Оливера Хармона. Кроме того одному из противников во время игры незаметно делают инъекцию, которая выводит его из строя. В результате этих и других мошеннических приёмов команде военного госпиталя удаётся выиграть.
Фильм заканчивается тем, что «Ястребиный глаз» и «Дюк» получают приказ о демобилизации и возвращаются домой.

## В ролях
| Актёр             | Роль                                                      |
| ----------------- | --------------------------------------------------------- |
| Дональд Сазерленд | капитан Бенджамин Франклин «Ястребиный глаз» Пирс-младший |
| Эллиотт Гулд      | капитан Джон Фрэнсис «Ловец» Макинтайр                    |
| Том Скерритт      | капитан Огастус «Дюк» Форрест                             |
| Салли Келлерман   | майор Маргарет «Горячие Губки» Хулиган                    |
| Роберт Дюваль     | майор Фрэнк Бёрнс                                         |
| Роджер Боуэн      | лейтенант-полковник Генри Бреймор Блэйк                   |
| Рене Обержонуа    | отец Джон Мулкахи                                         |
| Дэвид Аркин       | сержант Уэйд Дуглас Воллмер                               |
| Джо Анн Пфлуг     | лейтенант Мария «Диш» Шнайдер                             |
| Джон Шак          | капитан Уолтер «Безболезненный» Валдовски                 |
| Гэри Бургхофф     | капрал Уолтер «Радар» О'Рейлли                            |
| Фред Уильямсон    | доктор Оливер «Копьеносец» Джонс                          |
| Майкл Мэрфи       | Марстон                                                   |
| Индус Артур       | лейтенант Лесли                                           |
| Кен Примус        | Сидман                                                    |
| Бобби Труп        | сержант Горман                                            |

## Предыстория
Роман «Мэш» Ричарда Хукера был опубликован в 1968 году, в то время, когда антивоенные настроения в связи с Вьетнамской войной начали широко распространяться в США. Хотя действие романа и происходит в Корее, атмосфера протеста против войны во Вьетнаме явственно ощущается в книге. История создания фильма началась с того, что книга привлекла внимание Ринга Ларднера. Он написал сценарий на столь востребованную временем тему и показал его своему агенту Инго Премингеру, тот в свою очередь презентовал историю Ричарду Зануку, одному из руководителей компании Twentieth Century Fox. Ричард был очарован сценарием и тот был принят в работу.
Изначально ничто не предвещало большой успех картины. Команда, начинавшая создавать фильм, подбиралась случайным образом и из малоизвестных в мире кино людей. Ринг Ларднер в прошлом входил в чёрный список Голливуда, в течение 15 лет в эпоху маккартизма был отлучён от официальной работы по специальности.
Для продюсера Инго Премингера картина была дебютной и он предложил Роберту Олтмену стать режиссёром. До этого около 15 других кандидатов отказались по разным причинам. Олтмен был известен в основном по короткометражным и малобюджетным лентам. За своеобразное видение съёмочного процесса он имел репутацию новатора и диссидента. К 45 годам он так и не добился заметного творческого успеха. Несколько раз Олтмена увольняли с предыдущих фильмов за чрезмерное экспериментирование с монтажом и сумбурную звукорежиссуру. МЭШ впоследствии так и остался его единственной коммерчески успешной работой.

## Подбор актёров
В актёрском составе кроме Гоулда и Дюваля (известных тогда больше по телевизионным сериалам) никого даже отдалённо нельзя было назвать «звездой». Половина состава вообще не имело опыта работы перед камерой и дебютировали в кино. Для Гэри Бургхоффа (Радар o’Рэйли) картина стала первым появлением на киноэкране. Дональд Сазерленд, тогда всего лишь многообещающий канадский актёр, имевший в активе лишь эпизодические роли в сериалах, вспоминал, что перед съёмками:

У меня не было карьеры. Не было ничего. Я даже не мог себе позволить чашку кофе. Они предложили мне работу и деньги.
Оригинальный текст (англ.)I had no career. I had nothing. I couldn't afford a cup of coffee. They offerred me the job and the money.
— 
Олтмен взял Салли Келлерман на роль майора Халиган, что называется, «с одного взгляда». Прочитав сценарий, Салли осталась крайне недовольной своей ролью, посчитав её слишком маленькой и оскорбительной. Олтмену удалось убедить актрису, что сценарий — это трамплин к более глубокому воплощению роли. Именно она соответствует образу, который он и ожидает увидеть на экране
. Фред Уильямсон, игравший нейрохирурга и бывшего футболиста, на самом деле действительно игрок, выступавший в свой время за Питтсбург Стилерз и другие клубы. В фильме в эпизодических ролях заняты и другие профессиональные футболисты: Том Вудшик и Бен Дэвидсон.
Режиссёр и продюсер при подборе актёров ориентировались не на «звёзд», а скорее на хорошую команду, которая исполнит то, что они задумали. Однако диктат и весьма своеобразное видение съёмочного процесса со стороны Олтмена впоследствии вызвали размолвку с актёрами в стадии съёмочного процесса.

## Работа над фильмом
Критик Роджер Эберт, которому довелось прочитать сценарий до начала съёмок, отзывался о нём, как о «скучном» и что в нём не было и следа искромётного юмора и розыгрышей, которые наполняют фильм. Однако Эберт отдал должное мастерству Олтмена, если бы к снимаемому фильму отнеслись только как к комедии или только как к военной картине, результат не был бы столь впечатляющим.
Съёмки фильма начались 14 апреля 1969 года. Олтмен решил вести работу так, чтобы не привлекать внимания руководства Twentieth Century Fox. Он задумал снять ортодоксальный фильм, нарушая неписаные законы жанра, и не хотел чтобы в творческий процесс вмешивалось консервативное руководство студии. Поэтому он тщательно экономил на всём и фильм, в итоге, оказался снят за достаточно скромные 3.5 млн $. Условия съёмок сильно напоминали саму атмосферу картины, актёры жили на природе в палатках, хотя сами съёмки проходили в Малибу. В производстве у кинокомпании в этот момент находились два других военных высокобюджетных фильма «Паттон» и «Тора! Тора! Тора!» и действительно МЭШ проходил на втором плане.
Сами съёмки называли «контролируемой анархией». Режиссёр всячески поощрял актёрскую импровизацию на съёмочной площадке, хотя сам всегда пытался быть единоличным лидером коллектива. «Безумные декорации и странный лагерь. Режиссёр позволял нам валять дурака на съёмках» (Том Скеррит). Актёрам разрешалось вольно обращаться со сценарием, но при этом они сами не всегда были уверены, кто же именно в данной сцене будет в фокусе у оператора.
Дошло до того что Гулд и Сазерленд взбунтовались против ортодоксального творческого подхода Олтмена, вменив ему в вину и то, что он слишком много внимания уделяет второстепенным персонажам. Они даже писали жалобные письма руководству кинокомпании, опасаясь что фильм неизбежно провалится и подпортит им творческую карьеру, но студия решила оставить Олтмена на своём посту.
Салли Келлерман категорически отказывалась сниматься раздетой в известном эпизоде, когда главные герои решили экспериментально определить, натуральная ли она блондинка. Режиссёр снял несколько дублей, но к моменту, когда полог палатки отдёргивался, Салли уже лежала на полу. Тогда Олтмен решил подойти к проблеме иначе. Во время очередного дубля Салли вдруг увидела, что Гэри Бургхофф (Радар о’Рэйли) стоит со спущенными штанами. Только после этого сцену удалось снять сколько-нибудь успешно.
На стенах в монтажной были развешаны фотографии обнажённых красоток. Олтмену было направлено письменное распоряжение, предписывающее немедленно убрать со стен монтажного зала компании «20-й век — Фокс» все изображения обнажённого женского тела. В ответ Олтмен направился в студию звукозаписи, где наговорил содержание меморандума на плёнку. А в картину эта запись вошла в виде объявления по громкоговорителю: «Внимание, внимание. В соответствии с приказом командира, просим снять все изображения… Спасибо».
Съёмки были завершены в июне 1969 года с опережением графика и значительной экономией бюджета. В сентябре 1969 года, на этапе постпродакшн, фильм наконец попал в поле зрения официальных лиц студии и предварительная оценка работы была очень низкой. Фильм на взгляд продюсеров был совершенно не готов к выпуску на экраны. Интересно, что на этом этапе в сюжете не было никакого упоминания о стране, где происходит действие, режиссёр исключил все упоминания о Корее. Продюсер настоял на том, чтобы Корея явственно фигурировала в картине и было как можно меньше намёков на Вьетнам.
Автор сценария Ринг Ларднер после просмотра только что законченного фильма остался крайне недоволен результатом. «Что ты наделал», — сказал он Олтмену, «здесь же не осталось ни одного слова от моего оригинального сценария… ты похоронил картину». Из пяти Оскаров, на которые номинировалась картина, позолоченную статуэтку получил только Ларднер.
25 июня 1970 года состоялась премьера фильма в кинотеатрах.

## Критика и особенности
Большинство критиков, оценивая работу Олтмена, назвали фильм «ярким антивоенным памфлетом», «беспощадной сатирой» и отнесли жанр картины к чёрной комедии. Причины значительного кассового успеха низкобюджетного фильма, наград самых престижных фестивалей в многоплановом и противоречивом построении картины.
Оценивая художественное значение прежде всего заметен отход от традиций и шокирующее зрителя конца 1960-х смешение жанров. Прежде всего привлекает противопоставление комедии и военной драмы на грани абсурда.

Большинство комедий смешат нас тем, что на самом деле не смешно. В случае с «МЭШ» смех вызывает не весёлое. Мы смеёмся, чтобы не плакать.
Оригинальный текст (англ.) Most comedies want us to laugh at things that aren't really funny; in this one we laugh precisely because they're not funny. We laugh, that we may not cry.
— Роджер Эберт
В первую очередь фильм интересен зрителю именно как комедия и развлечение. Комическое начало происходит уже от самой завязки сюжета, врачей призывают на военную службу и они вынуждены подчиниться, хотя и относятся к армии отрицательно. Весёлая компания «Ястребиного глаза» противопоставлена законопослушным Бёрнсу и Маргарет «Горячие губки». В этом забавном конфликте вторые в итоге оказываются в роли клоунов в военной форме, постоянно попадая в нелепые ситуации, а Бёрнс по сюжету вообще заканчивает свою роль в смирительной рубашке.
Постоянные жестокие шутки и розыгрыши главных героев происходят одновременно с их суровой военной работой — с руками в крови и гное за хирургическими столами в палатках. Характерна сцена, в которой раненый умирает оттого, что помощник врача на минуту замешкался и не успел принести лекарство. Отношение героев к тяжёлым ранениям и даже смерти профессиональное и несколько циничное. Всё это и позволяет отнести фильм к классической чёрной комедии. Один из центральных эпизодов с проводами на самоубийство становится квинтэссенцией противоречивой атмосферы фильма. В нём всё сходится воедино: чёрный юмор, звучащая с издёвкой песня Suicide is painless на фоне и явная аллюзия на Тайную вечерю.
С первого же эпизода угона джипа сюжет разрушает сложившиеся стереотипы фильмов о войне. Герои фильма, обстановка госпиталя совершенно не похожи на канонические представления о кинематографической войне, два главных героя Пирс и Макинтайр, военные врачи — богохульники, пьяницы и бабники, не пропускающие ни одной юбки; глава военного госпиталя постоянно нетрезв и руководит подразделением из постели; члены футбольной команды во время товарищеского матча армейских команд курят марихуану.
Противоречивое впечатление от фильма создаётся и другими обстоятельствами. Сюжет и персонажи вызвали протесты у феминисток. Женщины в МЭШ выглядят явно второстепенными героями, только фоном для развития событий, касающихся персонажей-мужчин. Героиня по прозвищу «Горячие губки» пытается в начале сюжета взять инициативу в свои руки и навести уставной порядок в госпитале, но во второй половине словно ломается после испытанного унижения в сцене с душем и остаётся на втором плане. Фильм также получил известность среди блюстителей экранной морали, считается[кем?], что в нём впервые прозвучало слово fuck из уст киногероя (судья говорит его одному из игроков в финальном эпизоде футбольного матча) в фильме, попавшем в широкий прокат. Фильм даже вызвал обвинения в расизме (прозвище чернокожего футболиста Spearchucker звучит несколько двусмысленно).
Успех картины в значительной степени определяется также и актёрской игрой исполнителей главных героев: Элиота Гулда и Дональда Сазерленда. Им даже не приходится напрягаться, чтобы смешить, забавные эпизоды возникают естественным образом, словно это и свойственно их личности изначально. По мнению критика ресурса efilmcritic.com Джея Сивера, они играют настолько хорошо, что затмевают остальных героев картины положительных и отрицательных. Актёры второго плана также не портят впечатления, незаметно, что это большей частью новички, настолько естественно они держатся перед камерой.
Особое восприятие картины определяется также документальным характером изложения. Свободно перемещающаяся камера оператора, съёмка с точки зрения участников эпизода, Zoom-эффект, использующийся чтобы выхватить те или иные детали мизансцены и привлечь к ним внимание. Малоизвестные актёры. Разноголосое и несколько хаотичное звуковое сопровождение, диалоги главных героев не выделяются на фоне других прочих разговоров и естественных шумов. Все эти мелочи складываются в картину реалистичного восприятия фильма как документа эпохи.

Столь разнородные элементы MASH связывает воедино великолепная атмосфера расслабленности и вседозволенности; она же поддерживает между ними хрупкое равновесие. Фильм выглядит будто те, кто её снимал хорошо провели время вместе и поимпровизировали в своё удовольствие. Картина сделана элегантно, в ней нет ни малейшего намёка на зарежиссированность, которая так портит многие голливудские ленты.
Оригинальный текст (англ.)What holds the disparate elements of MASH together in the precarious balance that is the movie's chief charm is a free-for-all, throwaway attitude. The picture looks as if the people who made it had a good time, as if they played with it and improvised and took some chances. It's elegantly made, and yet it doesn't have that overplanned rigidity of so many Hollywood movies
— 

## Звуковое сопровождение
Эксперименты со звуком, оригинальный подход к шумовому сопровождению — визитная карточка Олтмена как режиссёра. Неповторимую атмосферу фильму придаёт разноголосый шум госпиталя, когда зрителю приходится с трудом разбирать реплики героев. В картине много оригинальных находок. Популярные американские песни исполненные японскими группами. Неожиданные реплики доносящиеся из громкоговорителя. Олтмену, кстати, не пришлось их выдумывать, некоторые из этих реплик вполне реально были подслушаны им в американских военных частях. Громкоговоритель становится своего рода связующим звеном для разрозненных эпизодов составляющих фильм.
Композиция Suicide is painless («самоубийство — это не больно») была специально создана для фильма и записана при участии приглашённых сессионных музыкантов. Песня звучит во время начальных титров, на её фоне в госпиталь на вертолётах привозят раненных с поля боя. Затем она рефреном возвращается в середине картины во время эпизода с проводами на самоубийство. Музыку написал Джонни Мэндел, а слова — 14-летний сын режиссёра Майк Олтмен.
Песня приобрела широкую известность, став джазовой классикой. В 1980 году она достигла 1-го места в чартах Великобритании, оставаясь там в течение 12 недель. Известны обработки этой мелодии джазового пианиста Билла Эванса и рок-группы Manic Street Preachers.

## Признание и влияние
Тема бессмысленных жертв войны вдали от дома, выражение бунтарского духа конца 1960-х годов, смешение жанров привлекли большое внимание публики и критиков. МЭШ наряду с похожей по духу картиной «Уловка-22» критики назвали провозвестником «новой волны» голливудского кино 1970-х; картины вызвали множество подражаний и заимствований. Несмотря на то, что первоначально фильм получил рейтинг MPAA Х (впоследствии пересмотренный), его ждал значительный кассовый успех.
Фразы и шутки героев стали устойчивыми выражениями и вошли в английский язык. Так фраза из книги и фильма we’re the pros from Dover («мы профи из Дувра») часто используется, как упоминание о сторонних консультантах, приглашённых решить сложную проблему.
Собрав свыше 80 млн. $ в прокате фильм обеспечил Олтмену своеобразный карт-бланш и обеспечил широкую свободу творчества. В период 1970—1980-х Олтмен снял несколько ещё более экспериментальных и спорных работ. Актёры на волне успеха фильма приобрели широкую известность. Дональд Сазерленд стал одним из наиболее востребованных актёров десятилетия и не испытывал недостатка в приглашениях на работу. Много снимался в артхаусных фильмах и попал в поле зрение Феллини и Бертолуччи, корифеев кинематографа. Однако размолвка с Олтменом сказалась, больше Сазерленд у Олтмена уже не снимался.
Сама структура фильма, разбитого на эпизоды уже предусматривала возможность лёгкого переноса идеи в другой формат. Успех картины дал начало франшизе M*A*S*H, которая состояла из сериала M*A*S*H (премьерные показы состоялись в 1973—1983 годах) и нескольких других телевизионных проектов спин-оффов о героях госпиталя: Trapper John, M. D., AfterMash и некоторых других. Наибольшую известность приобрёл сериал, который стал одним из самых популярных сериалов в истории англоязычного телевидения. Из фильма в сериал попали только два актёра: Гэри Бергхофф («Радар»), и Джи Вуд, сыгравший в фильме и в сериале эпизодическую роль генерала Чарли Хаммонда.
МЭШ стал одной из первых лент, которая была издана на VHS, попав в 1977 году в первые пятьдесят фильмов выпущенных для домашнего видео студией 20th Century Fox.
Место съёмки фильма в одном из парков Малибу (Malibu Creek State Park) стало также популярной среди туристов достопримечательностью.

## Награды и номинации

### Награды
- 1971 — премия «Оскар» за лучший адаптированный сценарий (Ринг Ларднер младший)
- 1971 — премия ООН (UN Award) от Британской киноакадемии
- 1970 — «Золотая пальмовая ветвь» Каннского кинофестиваля
- 1971 — премия «Золотой глобус» за лучшую комедию / мюзикл
- 1971 — премия Национального общества кинокритиков США за лучший фильм

### Номинации
- 1971 — 4 номинации на премию «Оскар»: лучший фильм (Инго Премингер), режиссёр (Роберт Олтмен), монтаж (Дэнфорд Грин), актриса второго плана (Салли Келлерман)
- 1971 — 5 номинаций на премию BAFTA: лучший фильм, режиссёр (Роберт Олтмен), актёр (Эллиотт Гулд), монтаж (Дэнфорд Грин), саундтрек (Дон Холл, Дэвид Докендорф, Бернард Фририкс)
- 1971 — 5 номинаций на премию «Золотой глобус»: лучший режиссёр (Роберт Олтмен), сценарий (Ринг Ларднер младший), комедийный актёр (Эллиотт Гулд и Дональд Сазерленд), актриса второго плана (Салли Келлерман)
- 1971 — номинация на премию «Грэмми» за лучшую оригинальную запись к кинокартине (Джонни Мандел)

### Последующее признание
- Национальный реестр фильмов США (1996)
- Рейтинги Американского института киноискусства:
  - 100 лучших американских фильмов за 100 лет по версии AFI: 56-е место (1998), 54-е место (2007)
  - 100 самых смешных американских фильмов за 100 лет по версии AFI (2000): 7-е место
  - 100 лучших песен из американских фильмов за 100 лет по версии AFI (2001): песня «Suicide Is Painless» заняла 66-е место